# Rokyni
Rokyni (ukrainien : Рокині) est une commune urbaine de l'oblast de Volhynie, en Ukraine. Elle compte 1 428 habitants en 2025.